# مدفع الرياح
مدفع الرياح، أو ويندكانن (مدفع الدوامة مختلف عن هذا المدفع الخاص بماريو زيبرمير)، كان مدفعًا مضادًا للطائرات غير ناجح تم تطويره في ألمانيا النازية خلال الحرب العالمية الثانية.   كان هذا المدفع أحد أسلحة أدولف هتلر العجيبة وكان يهدف إلى استخدام انفجارات قوية من الهواء لتعطيل طائرات العدو. تم تطوير هذا السلاح من قبل العالم ماريو زيبرمير لكنه مختلف عن مدفع الدوامة الآخر الذي صنعه سابقاً.[بحاجة لمصدر]

## تاريخ
خلال الحرب العالمية الثانية، اقترح هتلر فكرة المدفعية المضادة للطائرات مع تزايد وتيرة قصف الحلفاء للبنية التحتية. في نهاية المطاف، نجح العالم ماريو زيبرمير في تصميم مدفع يمكنه إطلاق الهواء من خلال ماسورة منحنية على الطائرات التي تحلق على ارتفاعات منخفضة. تم تصميم المدفع وإنتاجه في مصنع بمدينة شتوتغارت. نشر مدفع واحد على جسر فوق نهر إلبه في عام 1945، حيث لم ينجح في تعطيل طائرات العدو.  

## تصميم
كان المدفع يولد "دفعات" من الهواء المضغوط باستخدام احتراق الهيدروجين والأكسجين داخل برميل طويل منحني من أحد طرفيه. كانت هذه الانفجارات تهدف إلى زعزعة استقرار الطائرات أثناء الطيران، مما يجعل من الصعب عليها الحفاظ على سيطرتها وبالنهاية تسقط وتتحطم.   يعتقد الباحثون أن هذا النظام يمكن أن يوفر ميزة استراتيجية من خلال حماية البنية التحتية الرئيسية من الهجمات الجوية دون الاعتماد على المدفعية المضادة للطائرات التقليدية. تم اختبار المدفع في ميدان الرماية في مدينة هيليرسليبن ، نجح المدفع في تحطيم قطعة خشبية حجمها 25 مليمتر على ارتفاع 200 متر.  ومع ذلك، فمن المرجح أنها كانت غير فعالة ضد الطائرات الطائرات. 